# ТЭФИ (премия, 2000)
ТЭ́ФИ — российская национальная телевизионная премия за высшие достижения в области телевизионных искусств. Учреждена фондом «Академия Российского Телевидения» 21 октября 1994 года. Премия должна была стать российским аналогом американской телевизионной премии «Эмми».
Для участия в конкурсе «ТЭФИ—2000» принимались работы, произведённые и впервые вышедшие в эфир на территории России в период с 1 января 1999 года по 31 мая 2000 года.

## Церемония
Шестая церемония награждения была проведена 21 октября 2000 года в Государственном центральном концертном зале «Россия». Постоянных ведущих, объявлявших лауреатов премии, у данной церемонии не было. Для объявления победителей в каждой номинации на сцену парами выходили известные ведущие и журналисты «НТВ». Подготовка и трансляция в эфире телевизионной версии церемонии награждения была выполнена телеканалом «НТВ». Телеверсию трансляции обрамляли закадровые комментарии ведущего Леонида Парфёнова.

## Победители и финалисты
Победители указаны первыми и выделены отдельным цветом 
N/A — сведения о финалистах отсутствуют в доступных источниках информации
| Номинации                                                     | Победители и финалисты                                                                             | Производитель                                                                                      | Представляющая организация                                                                         | Канал-вещатель                                                                                     |
| ------------------------------------------------------------- | -------------------------------------------------------------------------------------------------- | -------------------------------------------------------------------------------------------------- | -------------------------------------------------------------------------------------------------- | -------------------------------------------------------------------------------------------------- |
| Информационная программа — общенациональные (сетевые) новости | Академия Российского телевидения приняла решение не присуждать приз «ТЭФИ—2000» в данной номинации | Академия Российского телевидения приняла решение не присуждать приз «ТЭФИ—2000» в данной номинации | Академия Российского телевидения приняла решение не присуждать приз «ТЭФИ—2000» в данной номинации | Академия Российского телевидения приняла решение не присуждать приз «ТЭФИ—2000» в данной номинации |
| Новости — время местное. Ежедневные региональные выпуски      | «Час Пик»                                                                                          | ЗАО «Телерадиокомпания ТВ-2», г. Томск                                                             | ЗАО «Телерадиокомпания ТВ-2», г. Томск                                                             | Телерадиокомпания ТВ-2, г. Томск                                                                   |
| Новости — время местное. Ежедневные региональные выпуски      | «Новости „Афонтово“»                                                                               | ЗАО «Красноярская телекомпания „Афонтово“», г. Красноярск                                          | ЗАО «Красноярская телекомпания „Афонтово“», г. Красноярск                                          | ЗАО «Красноярская телекомпания „Афонтово“», г. Красноярск                                          |
| Новости — время местное. Ежедневные региональные выпуски      | «Новости с Анной Титовой»                                                                          | ООО «Телекомпания „Четвёртый канал“», г. Екатеринбург                                              | ООО «Телекомпания „Четвёртый канал“», г. Екатеринбург                                              | ООО «Телекомпания „Четвёртый канал“», г. Екатеринбург                                              |
| Журналистское расследование                                   | «Лихорадка Эбола — тайна вируса смерти»                                                            | ЗАО «Телекомпания РЕН ТВ»                                                                          | ЗАО «Телекомпания РЕН ТВ»                                                                          | REN TV                                                                                             |
| Журналистское расследование                                   | «Совершенно секретно»                                                                              | ЗАО «Совершенно секретно — Телеком»                                                                | ОАО «Телекомпания НТВ»                                                                             | НТВ                                                                                                |
| Журналистское расследование                                   | «Независимое расследование с Николаем Николаевым»                                                  | ОАО «Телекомпания НТВ»                                                                             | ОАО «Телекомпания НТВ»                                                                             | НТВ                                                                                                |
| Публицистическая программа                                    | «Профессия — репортёр». «Сны надзирателя». Телеочерк Александра Зиненко                            | ОАО «Телекомпания НТВ»                                                                             | ОАО «Телекомпания НТВ»                                                                             | НТВ                                                                                                |
| Публицистическая программа                                    | «Совершенно секретно»                                                                              | ЗАО «Совершенно секретно — Телеком»                                                                | ОАО «Телекомпания НТВ»                                                                             | НТВ                                                                                                |
| Публицистическая программа                                    | «День независимости»                                                                               | ЗАО «Энергия ТВ»                                                                                   | ЗАО «Энергия ТВ»                                                                                   | MTV: Музыкальное телевидение                                                                       |
| Ток-шоу                                                       | «Глас народа»                                                                                      | ОАО «Телекомпания НТВ»                                                                             | ОАО «Телекомпания НТВ»                                                                             | НТВ                                                                                                |
| Ток-шоу                                                       | «12 злобных зрителей»                                                                              | ЗАО «Энергия ТВ»                                                                                   | ЗАО «Энергия ТВ»                                                                                   | MTV: Музыкальное телевидение                                                                       |
| Ток-шоу                                                       | «Процесс»                                                                                          | ЗАО «Компания „РТС“»                                                                               | ОАО «ОРТ»                                                                                          | ОРТ                                                                                                |
| Телевизионный художественный/игровой фильм                    | «Ужин в четыре руки»                                                                               | ООО «Партнёр-Фильм» при участии киностудии «Gold Vision»                                           | ООО «Партнёр-Фильм»                                                                                | Телеканал «Россия»                                                                                 |
| Телевизионный художественный/игровой фильм                    | «Граф Нулин»                                                                                       | ООО «Телекомпания Игра»                                                                            | ООО «Телекомпания Игра»                                                                            | ТВ Центр                                                                                           |
| Телевизионный художественный/игровой фильм                    | «Частные хроники. Монолог»                                                                         | ЗАО «Телекомпания РЕН ТВ», «МВ-студия»                                                             | ЗАО «Телекомпания РЕН ТВ»                                                                          | REN TV, ОРТ                                                                                        |
| Телевизионный художественный/игровой сериал                   | «Убойная сила»                                                                                     | ОАО «ОРТ», студия «Момент»                                                                         | ОАО «ОРТ»                                                                                          | ОРТ                                                                                                |
| Телевизионный художественный/игровой сериал                   | «Евгений Онегин»                                                                                   | ОАО «ТВ Центр»                                                                                     | ОАО «ТВ Центр»                                                                                     | ТВ Центр                                                                                           |
| Телевизионный документальный фильм                            | «Федерико Гарсия Лорка. Загадка любви и смерти»                                                    | ООО «Телерадиокомпания АСС-ТВ» (Научно-популярное и просветительское телевидение)                  | ООО «Телерадиокомпания АСС-ТВ» (Научно-популярное и просветительское телевидение)                  | ОРТ                                                                                                |
| Телевизионный документальный фильм                            | «Безумец бедный»                                                                                   | ФГУП "ГТК «Телеканал „Культура“»" — студия спецпроектов и экспериментальных программ               | ФГУП "ГТК «Телеканал „Культура“»"                                                                  | ГТК «Телеканал „Культура“»                                                                         |
| Телевизионный документальный фильм                            | N/A                                                                                                | | | |
| Телевизионный документальный сериал                           | «Десять лет, которые…». Цикл 10 фильмов                                                            | ЗАО «Телекомпания РЕН ТВ»                                                                          | ЗАО «Телекомпания РЕН ТВ»                                                                          | REN TV                                                                                             |
| Телевизионный документальный сериал                           | N/A                                                                                                | | | |
| Телевизионный документальный сериал                           | N/A                                                                                                | | | |
| Телевизионная игра                                            | «О, счастливчик!»                                                                                  | ООО «Вейз Адвертайзинг»                                                                            | Ways Advertising                                                                                   | НТВ                                                                                                |
| Телевизионная игра                                            | «Детектив-шоу»                                                                                     | ЗАО «АТВ Продакшн»                                                                                 | ЗАО «АТВ Продакшн»                                                                                 | ОРТ                                                                                                |
| Телевизионная игра                                            | «Сто к одному»                                                                                     | ЗАО «Продюсерский центр „Видео Интернешнл“»                                                        | ЗАО «Продюсерский центр „Видео Интернешнл“»                                                        | Телеканал «Россия»                                                                                 |
| Музыка на телевидении                                         | «В нашу гавань заходили корабли»                                                                   | ОАО «Телекомпания НТВ»                                                                             | ОАО «Телекомпания НТВ»                                                                             | НТВ                                                                                                |
| Музыка на телевидении                                         | «Эх, Семёновна!» (ОРТ)                                                                             | ЗАО «АТВ Продакшн»                                                                                 | ЗАО «АТВ Продакшн»                                                                                 | ОРТ                                                                                                |
| Музыка на телевидении                                         | «Страсти по Иоанну. Самарские хроники»                                                             | ФГУП "ГТК «Телеканал „Культура“»"                                                                  | ФГУП "ГТК «Телеканал „Культура“»"                                                                  | ГТК «Телеканал „Культура“»                                                                         |
| Программа для детей                                           | «Star-Старт»                                                                                       | ЗАО «Телекомпания „СургутИнформТВ“», г. Сургут                                                     | ЗАО «МНВК»                                                                                         | ТВ-6 Москва                                                                                        |
| Программа для детей                                           | «Приключения в Изумрудном городе». Детский анимационный фильм                                      | ЗАО «НТВ-Кино»; ООО «Кинокомпания СТВ», г. Санкт-Петербург                                         | ОАО «Телекомпания НТВ»                                                                             | НТВ                                                                                                |
| Программа для детей                                           | «Полундра»                                                                                         | ООО «Пинкфорт»                                                                                     | ОАО «Телекомпания НТВ»                                                                             | НТВ                                                                                                |
| Научно-популярная программа                                   | «Цивилизация». Цикл «Гении и злодеи уходящей эпохи»                                                | ООО «Телерадиокомпания АСС-ТВ» (Научно-популярное и просветительское телевидение)                  | ОАО «ОРТ»                                                                                          | ОРТ                                                                                                |
| Научно-популярная программа                                   | N/A                                                                                                | | | |
| Научно-популярная программа                                   | N/A                                                                                                | | | |
| Просветительская программа                                    | «Серебряный шар». «Возвращение Марины Цветаевой»                                                   | ЗАО «Телекомпания ВИD»                                                                             | ОАО «ОРТ»                                                                                          | ОРТ                                                                                                |
| Просветительская программа                                    | «В поисках утраченного»                                                                            | ЗАО «АТВ Продакшн»                                                                                 | ЗАО «АТВ Продакшн»                                                                                 | ОРТ                                                                                                |
| Просветительская программа                                    | «Отражение»                                                                                        | ФГУП «ГТРК „Самара“», г. Самара                                                                    | ФГУП «ГТРК „Самара“», г. Самара                                                                    | ГТРК «Самара», г. Самара                                                                           |
| Юмористическая программа                                      | «Итого» с Виктором Шендеровичем                                                                    | ОАО «Телекомпания НТВ»                                                                             | ОАО «Телекомпания НТВ»                                                                             | НТВ                                                                                                |
| Юмористическая программа                                      | «Дым печати»                                                                                       | ОАО «ОРТРК» (12 канал), г. Омск                                                                    | ОАО «ОРТРК» (12 канал), г. Омск                                                                    | «ОРТРК» (12 канал), г. Омск                                                                        |
| Юмористическая программа                                      | N/A                                                                                                | | | |
| Телевизионный дизайн                                          | «Новое оформление канала „Муз-ТВ“»                                                                 | Канал «Муз-ТВ», ЗАО «Компания НТВ-Телемост»                                                        | Канал «Муз-ТВ»                                                                                     | «Муз-ТВ»                                                                                           |
| Телевизионный дизайн                                          | «Межпрограммный дизайн телеканала „Культура“»                                                      | ФГУП "ГТК «Телеканал „Культура“»"                                                                  | ФГУП "ГТК «Телеканал „Культура“»"                                                                  | ГТК «Телеканал „Культура“»                                                                         |
| Телевизионный дизайн                                          | N/A                                                                                                | | | |
| Ведущий информационной программы                              | Анна Титова — «Новости с Анной Титовой»                                                            | ООО «Телекомпания „Четвёртый канал“», г. Екатеринбург                                              | ООО «Телекомпания „Четвёртый канал“», г. Екатеринбург                                              | ООО «Телекомпания „Четвёртый канал“», г. Екатеринбург                                              |
| Ведущий информационной программы                              | Владислав Флярковский — «Неделя»                                                                   | ОАО «ТВ Центр»                                                                                     | ОАО «ТВ Центр»                                                                                     | ТВ Центр                                                                                           |
| Ведущий информационной программы                              | Дмитрий Сержанин — «Город»                                                                         | Муниципальное информационное агентство «Город», г. Благовещенск                                    | Муниципальное информационное агентство «Город», г. Благовещенск                                    | 5 канал, г. Благовещенск                                                                           |
| Репортёр                                                      | Михаил Дегтярь — «Большой репортаж» («Вести»)                                                      | ТВ студия «Репортёр»                                                                               | ТВ студия «Репортёр»                                                                               | Телеканал «Россия»                                                                                 |
| Репортёр                                                      | Роман Соболь — «Новости „Афонтово“»                                                                | ЗАО «Красноярская телекомпания „Афонтово“», г. Красноярск                                          | ЗАО «Красноярская телекомпания „Афонтово“», г. Красноярск                                          | ЗАО «Красноярская телекомпания „Афонтово“», г. Красноярск                                          |
| Репортёр                                                      | Олег Грознецкий — «Время»                                                                          | ОАО «ОРТ»                                                                                          | ОАО «ОРТ»                                                                                          | ОРТ                                                                                                |
| Интервьюер                                                    | Светлана Сорокина — «Герой дня»                                                                    | ОАО «Телекомпания НТВ»                                                                             | ОАО «Телекомпания НТВ»                                                                             | НТВ                                                                                                |
| Интервьюер                                                    | Кира Прошутинская, Андрей Максимов — «Мужчина и женщина»                                           | ЗАО «АТВ Продакшн»                                                                                 | ЗАО «АТВ Продакшн»                                                                                 | Телеканал «Россия»                                                                                 |
| Спортивный комментатор, ведущий спортивной программы          | Владимир Маслаченко — «Футбол. Лига Чемпионов»                                                     | Телекомпания «НТВ Плюс»                                                                            | ОАО «Телекомпания НТВ»                                                                             | НТВ                                                                                                |
| Спортивный комментатор, ведущий спортивной программы          | Виктор Гусев — «Время футбола»                                                                     | ОАО «ОРТ»                                                                                          | ОАО «ОРТ»                                                                                          | ОРТ                                                                                                |
| Спортивный комментатор, ведущий спортивной программы          | Алексей Попов — «Формула-1»                                                                        | ФГУП "ГТК «Телеканал „Россия“»"                                                                    | ФГУП "ГТК «Телеканал „Россия“»"                                                                    | Телеканал «Россия»                                                                                 |
| Ведущий развлекательной программы                             | Тимур Кизяков — «Пока все дома»                                                                    | ООО «Телерадиокомпания „Класс!“»                                                                   | ООО «Телерадиокомпания „Класс!“»                                                                   | ОРТ                                                                                                |
| Ведущий развлекательной программы                             | Татьяна Лазарева, Михаил Шац, Сергей Белоголовцев, Павел Кабанов, Андрей Бочаров — «О.С.П.-студия» | ЗАО «О.С.П.»                                                                                       | ЗАО «МНВК»                                                                                         | ТВ-6 Москва                                                                                        |
| Ведущий развлекательной программы                             | Александр Гуревич — «Сто к одному»                                                                 | ЗАО «Продюсерский центр „Видео Интернешнл“»                                                        | ЗАО «Продюсерский центр „Видео Интернешнл“»                                                        | Телеканал «Россия»                                                                                 |
| Продюсер                                                      | Борис Зосимов — «Канал MTV: Музыкальное телевидение»                                               | ЗАО «Энергия ТВ»                                                                                   | ЗАО «Энергия ТВ»                                                                                   | MTV: Музыкальное телевидение                                                                       |
| Продюсер                                                      | Юрий Лапин — «В мире животных», «Цивилизация», «Клуб путешественников»                             | ООО «Телерадиокомпания АСС-ТВ» (Научно-популярное и просветительское телевидение)                  | ОАО «ОРТ»                                                                                          | ОРТ                                                                                                |
| Продюсер                                                      | Олег Урушев — «Star-Старт»                                                                         | ЗАО «Телекомпания „СургутИнформТВ“», г. Сургут                                                     | ЗАО «МНВК»                                                                                         | ТВ-6 Москва                                                                                        |
| Сценарист                                                     | Виктор Славкин — «Старая квартира»                                                                 | ЗАО «АТВ Продакшн»                                                                                 | ЗАО «АТВ Продакшн»                                                                                 | Телеканал «Россия»                                                                                 |
| Сценарист                                                     | Андрей Кивинов — «Убойная сила»                                                                    | ОАО «ОРТ», студия «Момент»                                                                         | ОАО «ОРТ»                                                                                          | ОРТ                                                                                                |
| Сценарист                                                     | N/A                                                                                                | | | |
| Режиссёр                                                      | Александр Расторгуев — «Твой род»                                                                  | Ростовская ГТРК «Дон-ТР», г. Ростов-на-Дону                                                        | Ростовская ГТРК «Дон-ТР», г. Ростов-на-Дону                                                        | Ростовская ГТРК «Дон-ТР», г. Ростов-на-Дону                                                        |
| Режиссёр                                                      | N/A                                                                                                | | | |
| Режиссёр                                                      | N/A                                                                                                | | | |
| Оператор                                                      | Эдуард Кечеджиян — «Век мой»                                                                       | Ростовская ГТРК «Дон-ТР», г. Ростов-на-Дону                                                        | Ростовская ГТРК «Дон-ТР», г. Ростов-на-Дону                                                        | Ростовская ГТРК «Дон-ТР», г. Ростов-на-Дону                                                        |
| Оператор                                                      | N/A                                                                                                | | | |
| Оператор                                                      | N/A                                                                                                | | | |
| Телевизионное событие года                                    | Открытие вещания многоканальной цифровой спутниковой системы «НТВ Плюс»                            | | | |
| Телевизионное событие года                                    | «Канал MTV: Музыкальное телевидение»                                                               | ЗАО «Энергия ТВ»                                                                                   | ЗАО «Энергия ТВ»                                                                                   | MTV: Музыкальное телевидение                                                                       |
| Телевизионное событие года                                    | Освещение спорта на канале «REN TV»                                                                | ЗАО «Телекомпания РЕН ТВ»                                                                          | ЗАО «Телекомпания РЕН ТВ»                                                                          | REN TV                                                                                             |
| «За личный вклад в развитие российского телевидения»          | Леонтьева Валентина Михайловна                                                                     | | | |
| Специальный приз Академии Российского телевидения             | «Живой Пушкин». Проект Леонида Парфёнова                                                           | ОАО «Телекомпания НТВ»                                                                             | ОАО «Телекомпания НТВ»                                                                             | НТВ                                                                                                |
| Специальный приз Академии Российского телевидения             | «Берега Набокова»                                                                                  | Студия «Чистые пруды» Фонда Ролана Быкова                                                          | Студия «Чистые пруды» Фонда Ролана Быкова                                                          | ГТК «Телеканал „Культура“», телеканал «АСТ»                                                        |